# Ngarmpun Vejjajiva
Ngarmpun Vejjajiva, o Jane Vejjajiva in thailandese งามพรรณ เวชชาชีวะRTGS  Ngamphan Wetchachiwa (Londra, 27 gennaio 1960), è una scrittrice e traduttrice thailandese.

## Biografia
Nacque nel Regno Unito dove i suoi progenitori studiavano medicina. Soffrì di una paralisi cerebrale infantile che la fece rimanere su una sedia a rotelle.  Nel 1964, la sua famiglia ritornò a Thailandia e crebbe a Bangkok. Si graduó nell'Università di Thammasat e studiò traduzione e interpretazione a Bruxelles. È sorella dell'antico primo ministro Abhisit Vejjajiva.
Adesso lavora nell'agenzia di copyrights Silkroad Publishers Agency.

### Opere
- ความสุขของกะทิ, 2003 [1]
- ความสุขของกะทิ ตอน ตามหาพระจันทร์, 2006

## Premii
- 1999 - Chevalier Ordre des Arts et des Lettres.
- 2006 - S.E.A. Write Award